# لوئیجی بوکرینی
لویجی بوکرینی (ایتالیایی: Luigi Boccherini‏ (تلفظ ایتالیایی: [riˈdɔlfo luˈi:dʒi bokkeˈri:ni] ()) (زادهٔ ۱۹ فوریهٔ ۱۷۴۳ درگذشتهٔ ۲۸ مهٔ ۱۸۰۵) آهنگساز دورهٔ کلاسیک و نوازنده ویولنسل اهل ایتالیا بود.
از آثار مشهورش می‌توان به منوئه از کوئینتت زهی در می ماژور، اپوس ۱۱، شماره ۵ (G 275) و کنسرتوی ویولنسل در سی بِمُل ماژور (G 482) اشاره کرد.